# Schleichera
Кусум (Schleichera) — монотипний рід рослин родини Сапіндові (Sapindaceae). У роді присутній лише один вид Schleichera oleosa.

## Будова

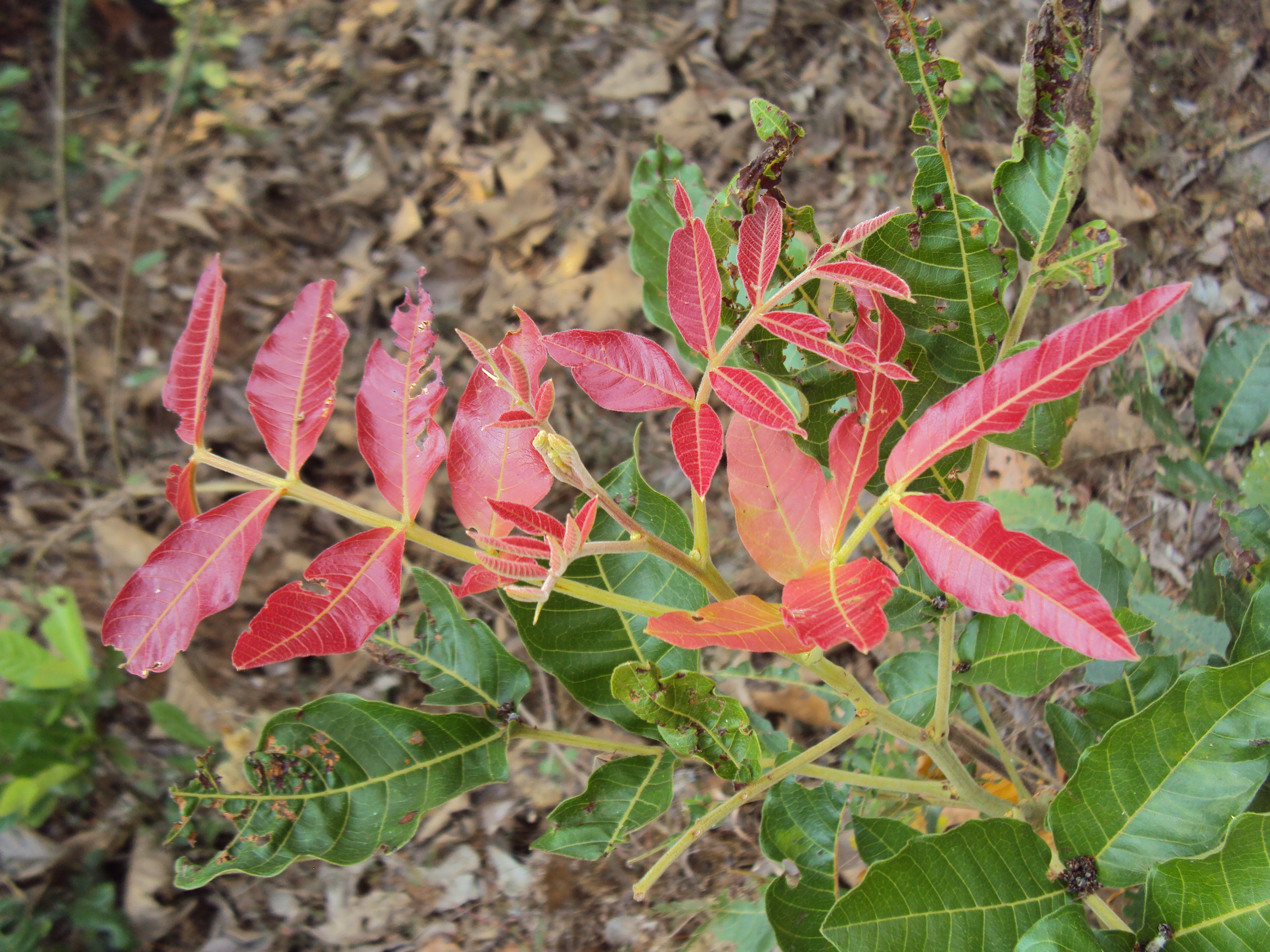
Червоні молоді листки кусума

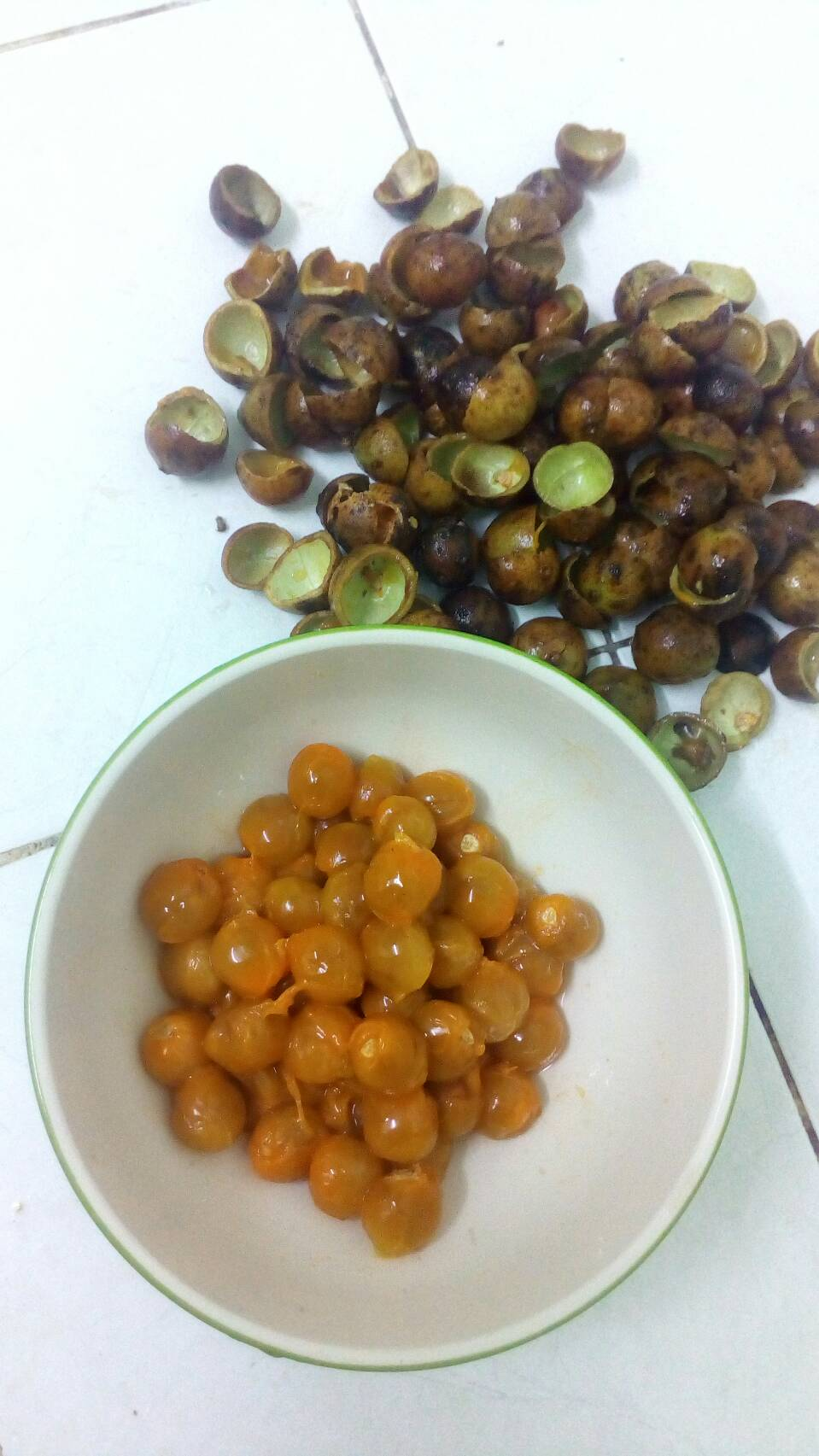
Почищені фрукти з сіллю

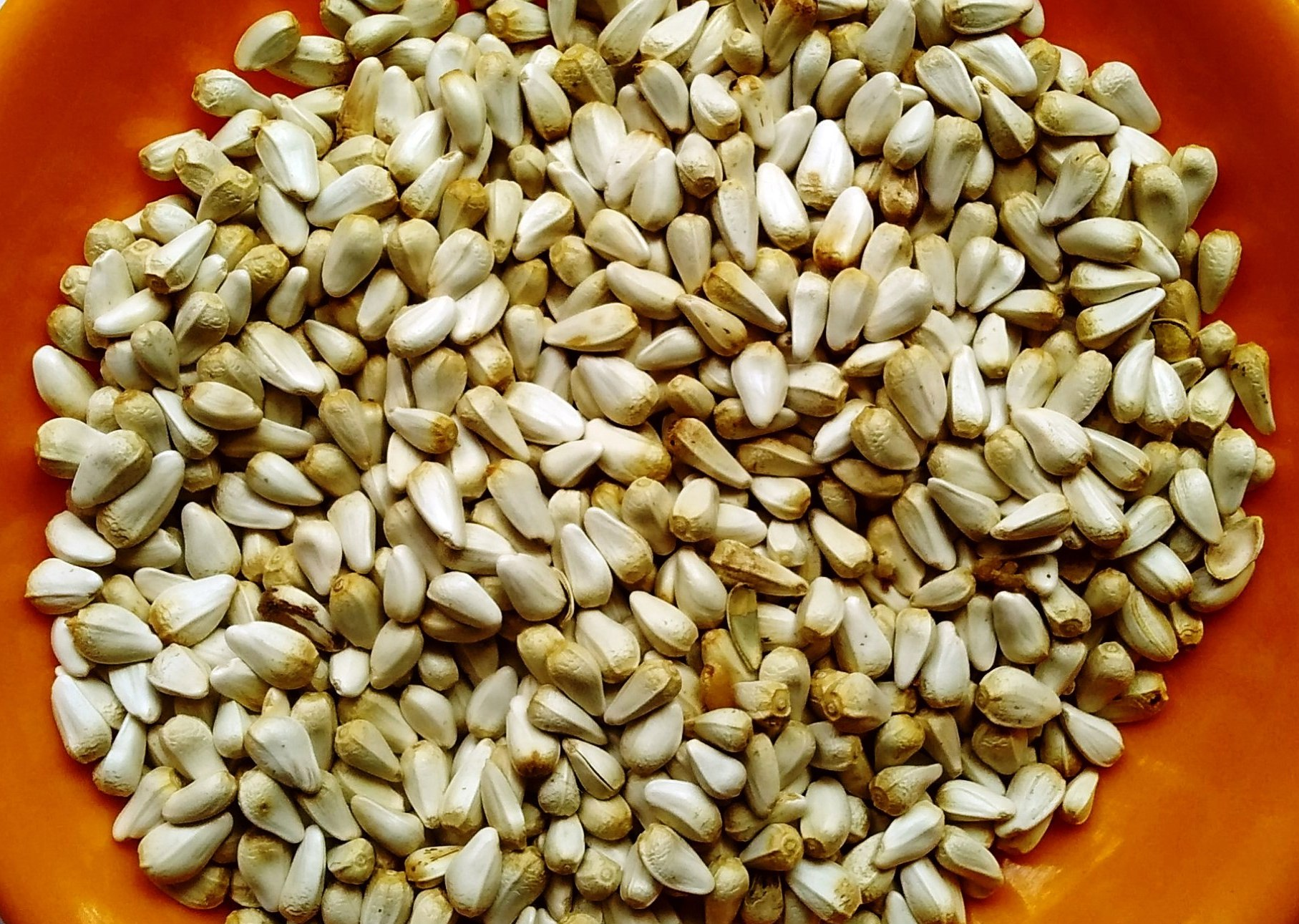
Schleichera насіння

Листяне дерево має порівняно короткий стовбур і широку крону. Витривале до холоду та посухи. Червоно-коричнева деревина надзвичайно тверда. Молоде листя яскраво червоного кольору, що вирізняє це дерево поміж інших. Листя перисте з 2-4 парами листочків. Квіти дрібні, ледь помітні, з'являються у жовтих суцвіттях. Плід діаметром в 3 см, вкритий твердою шкіркою, під якою водянистий брудно-помаранчевий м'якуш з великою насіниною.

## Поширення та середовище існування
Походить з Індії та Китаю, зустрічається у Південно-східній Азії.

## Практичне використання
З насіння, що містить 25-38 % жирів та 22 % білків, виробляють кусумову олію.
М'якоть плодів кисла, проте її їдять, змішавши з солодким перченим сиропом, у Таїланді в краю Ісаан.